# Gewässerverbund Schwäbische und Fränkische Rezat
Gewässerverbund Schwäbische und Fränkische Rezat este o arie protejată (arie specială de conservare — SAC, sit de importanță comunitară — SCI) din Germania întinsă pe o suprafață de 1.092,85 ha, integral pe uscat.

## Localizare
Centrul sitului Gewässerverbund Schwäbische und Fränkische Rezat este situat la coordonatele 49°14′55″N 10°48′57″E / 49.2486°N 10.8158°E.

## Înființare
Situl Gewässerverbund Schwäbische und Fränkische Rezat a fost declarat sit de importanță comunitară în noiembrie 2004 pentru a proteja 2 specii de animale. Situl a fost protejat și ca arie specială de conservare în aprilie 2016.

## Biodiversitate
Situată în ecoregiunea continentală, aria protejată conține 2 habitate naturale: Fânețe de joasă altitudine (Alopecurus pratensis, Sanguisorba officinalis), Păduri aluvionare cu Alnus glutinosa și Fraxinus excelsior (Alno-Padion, Alnion incanae, Salicion albae).
La baza desemnării sitului se află mai multe specii protejate:
- nevertebrate (1): Ophiogomphus cecilia
- pești (1): cicar (Lampetra planeri)